# Zeitgeschichte (časopis)
zeitgeschichte (psáno s malým písmenem na začátku) je rakouský odborný historický časopis, věnující se rakouským dějinám 20. století. Časopis založila Erika Weinzierl v roce 1973. Obsahuje příspěvky z politických, hospodářských, sociálních, genderových a kulturních dějin a z dějin idejí. Časopis vychází 6x ročně. Od roku 2005 jej vede Oliver Rathkolb jako hlavní řídící vydavatel, druhým vydavatelem je Rudolf G. Ardelt.